# École navale Arturo Prat
L'École navale Arturo Prat (en espagnol : Escuela Naval Arturo Prat) est un établissement d'enseignement supérieur chilien situé à Valparaíso, formant les futurs officiers de la marine chilienne.
Fondée en 1818 sous le nom d'Academia de Jóvenes Guardias Marinas (« Académie des jeunes gardes-marine »), elle porte depuis 1945 le nom du héros national chilien Agustín Arturo Prat Chacón.